# أولف إريك هاغبيرغ
أولف إريك هاغبيرغ (بالسويدية: Ulf Erik Hagberg)‏ هو عالم إنسان سويدي، ولد في 1932، وتوفي في 2012.